# Pas de Peyrol
Der Pas de Peyrol ist ein 1589 Meter hoher Gebirgspass im französischen Zentralmassiv. Er befindet sich in der Region Auvergne-Rhône-Alpes im Département Cantal und liegt in den Monts du Cantal unterhalb des Puy Mary (1783 m). Auf der Passhöhe befindet sich eine Kreuzung der D680 und D17, sodass der höchste Punkt aus westlicher, östlicher und südlicher Richtung erreicht werden kann. Die Ausgangspunkte bilden Salers, Dienne und Aurillac, wobei auch kleinere, alternative Auffahrtsmöglichkeiten genutzt werden können.
Der Pas de Peyrol ist die höchste asphaltierte Passstraße im Zentralmassiv.
Auf der Passhöhe befinden sich ein Restaurant und Souvenirgeschäfte. Außerdem ist von dort der direkte Aufstieg zum Gipfel des Puy Mary möglich.

## Auffahrten

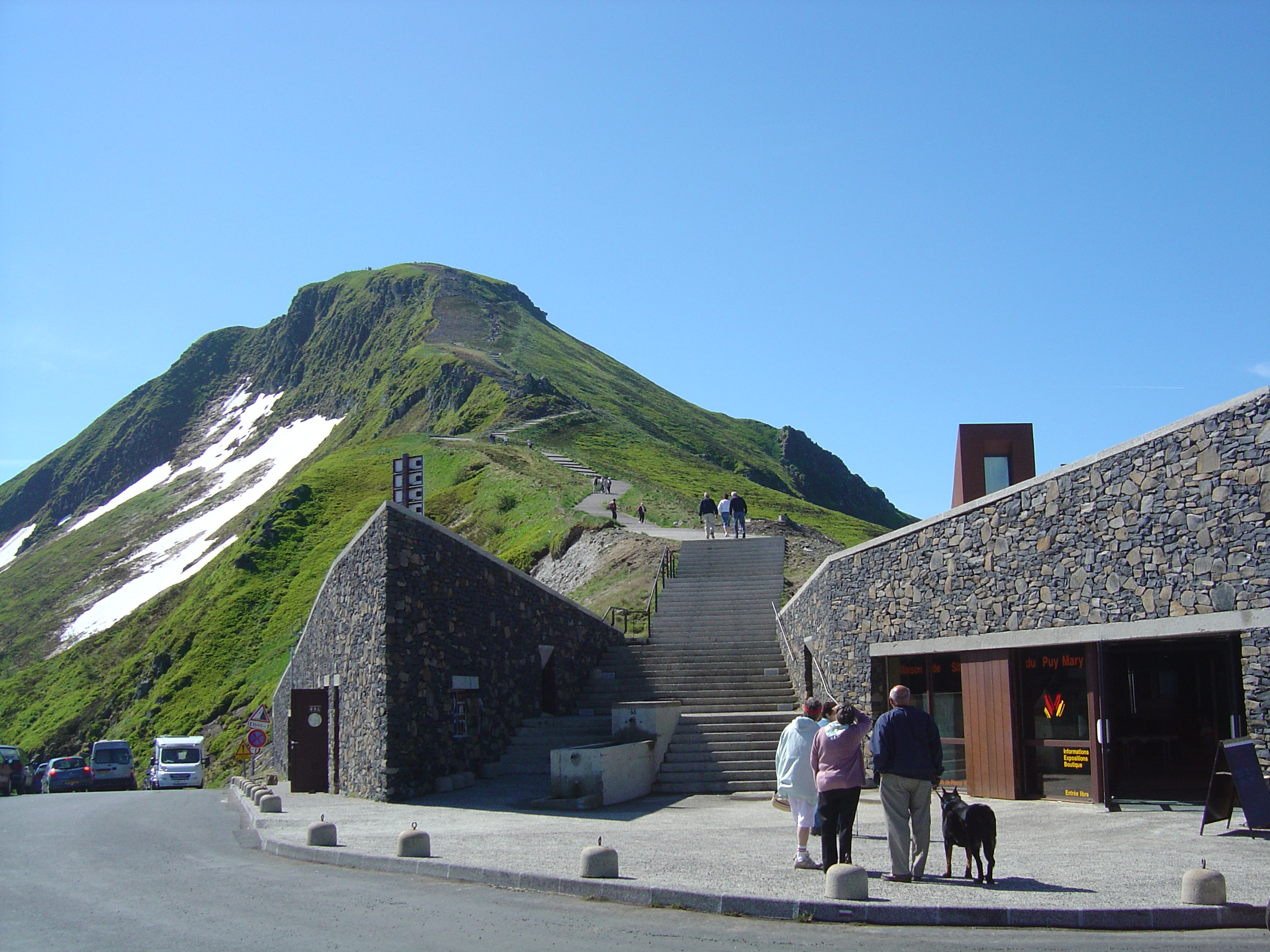
Passhöhe des Pas de Peyrol

Die westliche Auffahrt über die D680 beginnt in Salers und führt über 20 Kilometer bei einer durchschnittlichen Steigung von 3,2 %. Der Anstieg lässt sich in drei Abschnitte einteilen. Zunächst führt die Straße bei rund 4 % im Schnitt auf den Col de Néronne (1424 m), der nach neun Kilometern erreicht wird. Im Anschluss folgt ein vier Kilometer langes Flachstück, ehe die Straße für eineinhalb Kilometer leicht abschüssig zur Kreuzung mit der D12 führt. Auf den letzten fünf Kilometer liegen die Steigungsprozente zunächst bei rund 5 %, bevor die letzten beiden Kilometer mit rund 12 % auf die Passhöhe führen. Die Auffahrt zum Col de Néronne verläuft auf geraden Straßen entlang eines Bergkammes, von dem man einen schönen Blick auf das unterhalb liegende Tal hat. Das Flachstück und die Zwischenabfahrt führen durch dicht bewaldetes Gebiet, ehe man auf den letzten Kilometern die Baumgrenze überquert.
Die Ostauffahrt der D680 hat ihren Ausgangspunkt in Dienne und weist auf einer Länge von 12,5 Kilometern eine Durchschnittsteigung von 4,3 % auf. Nach den ersten viereinhalb Kilometern bei moderaten Steigungsprozenten wird Lavigerie erreicht, ehe die Straße stärker zu steigen beginnt und auf geradem Weg zum Col de Serre (1335 m) führt. Nun flacht die Straße wieder zusehends ab, ehe die letzten zwei Kilometer mit rund 9 % im Schnitt auf die Passhöhe führen. Ähnlich wie die Westauffahrt verläuft die Ostauffahrt großteils auf geraden Straßen, wobei sie im oberen Teil kurviger wird und eine Kehre beinhaltet.

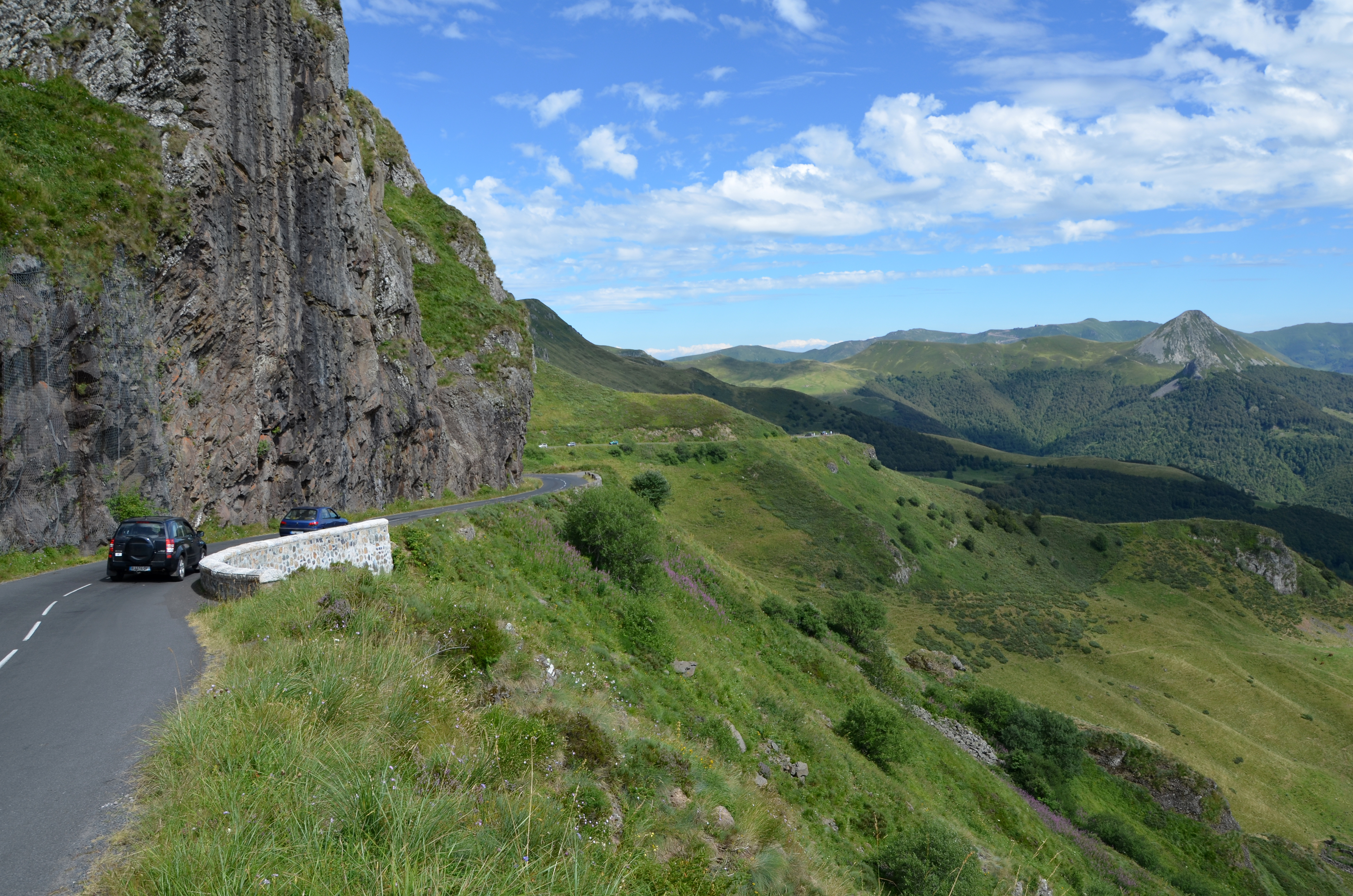
Südwest-Auffahrt von Aurillac

Aus südwestlicher Richtung kann die Passhöhe von Aurillac aus über die 38,6 Kilometer lange D17 erreicht werden, die im Schnitt mit 2,5 % ansteigt. Auf den ersten rund 26 Kilometern folgt die Straße der Jordanne stromaufwärts und weist bis Mandailles-Saint-Julien nur geringe Steigungsprozente auf. Nach der Kreuzung mit der D317 verändert sich die Charakteristik des Anstiegs und die gerade Straße wird zunehmend kurviger. Weiters beginnt die Straße auch anzusteigen, wenngleich die Kilometerschnitte auf den letzten 12 Kilometern nie über 7 % steigen. Im oberen Teil wird die Baumgrenze überquert und die Straße schlängelt sich entlang der Felswände des Puy Mary.
Alternative Auffahrten bilden die D12 und D16 aus nördlicher Richtung, die jedoch in die D680 münden.

## Radsport
Der Pas de Peyrol stand bereits elf Mal im Programm der Tour de France und trägt den Beinamen "Puy Marie". Die erste Überquerung erfolgte im Jahr 1959, als er in der ersten Hälfte der 14. Etappe von Salers aus befahren wurde. Die Bergwertung der 2. Kategorie sicherte sich damals der Franzose Louis Bergaud.
Im Jahr 1963 wurde erstmals die Südauffahrt von Aurillac befahren, die jedoch nur als Anstieg der 3. Kategorie klassifiziert wurde. In den Jahren 1968, 1975 und 1983 wählte die Organisation erneut die Südauffahrt, wobei die Passhöhe immer auf den ersten Kilometern der Etappe erreicht wurde. Dafür wurde der Anstieg im Jahr 1983 erneut als Bergwertung der 2. Kategorie bewertet. Bei der Tour de France 1985 wurde schlussendlich auch die Westauffahrt von Dienne genutzt, die als Anstieg der 2. Kategorie galt und rund 40 Kilometer vor dem Ziel überquert wurde.
Nach längerer Abwesenheit kehrte der Pas de Peyrol bei der Tour de France 2004 ins Programm der Frankreich-Rundfahrt zurück. Auf dem Weg von Limoges nach Saint-Flour wurde die Westauffahrt von Salers befahren, die nun als Bergwertung der 1. Kategorie galt. Zudem wurde auf halber Höhe auch auf dem Col de Néronne eine Bergwertung der 2. Kategorie abgenommen. Der Franzose Richard Virenque, der die Bergwertung der Tour de France insgesamt sieben Mal gewinnen konnte, sicherte sich damals bei beiden Abnahmen die meisten Punkte. Die nächsten Überquerungen folgten in den Jahren 2008, 2011 und 2016, wobei sowohl die West- als auch die Ostauffahrt nun als Bergwertung der 2. Kategorie galten.

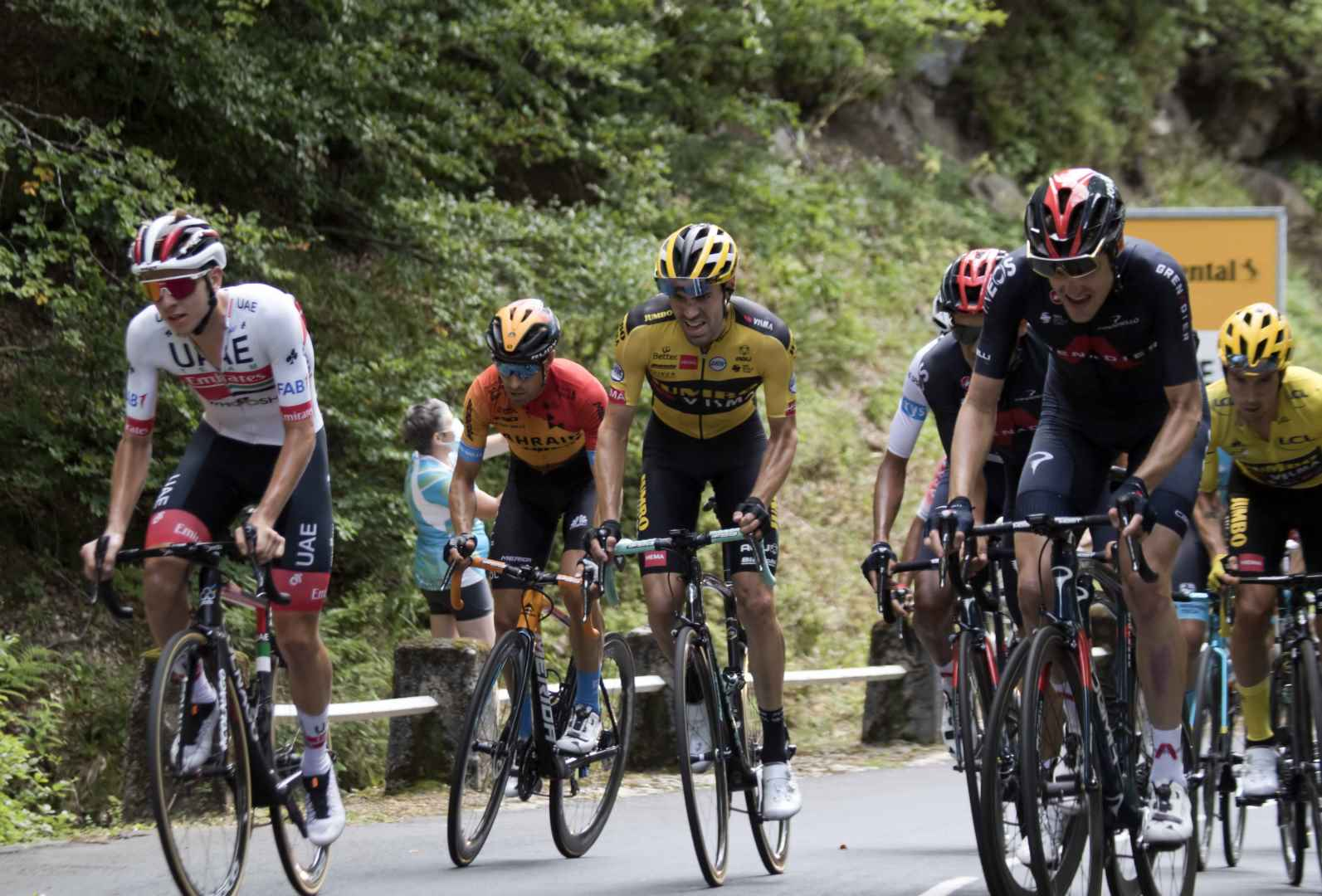
Die Tour de France 2020 im Anstieg des Pas de Peyrol

Im Jahr 2020 fand im Rahmen der 13. Etappe erstmals eine Bergankunft auf dem Pas de Peyrol statt. Im Finale wurde zuerst die steile Nordauffahrt des Col de Néronne befahren, ehe ein kurzes Flachstück folgte, das die Fahrer zu den letzten steilen Rampen der Westauffahrt führte. Während sich der Kolumbianer Daniel Felipe Martínez in der Ausreißergruppe vor Lennard Kämna durchsetzte, präsentierten sich die beiden Slowenen Primož Roglič und Tadej Pogačar als die stärksten Gesamtklassement-Fahrern.
Im Rahmen der Tour de France 2024 wurde der Pas de Peyrol auf er 11. Etappe erneut in Kombination mit der steilen Nordauffahrt des Col de Néronne absolviert. Der gesamtführende Tadej Pogačar nutzte die letzten steilen Kilometer, um rund 30 Kilometer vor dem Ziel anzugreifen. Der Slowene konnte sich zeitweise mit einem Vorsprung von etwa einer halben Minute absetzen, ehe er von Jonas Vingegaard im nachfolgenden Anstieg des Col du Pertus eingeholt wurde. Schlussendlich unterlag er dem Dänen im Zielsprint in Le Lioran.
| Jahr  | Etappe     | Bergwertung  | Fahrer                 | Auffahrt             |
| ----- | ---------- | ------------ | ---------------------- | -------------------- |
| 1959  | 14. Etappe | 2. Kategorie | Louis Bergaud          | West (über D680)     |
| 1963  | 14. Etappe | 3. Kategorie | Federico Bahamontès    | Süd (über D17)       |
| 1968  | 17. Etappe | 3. Kategorie | Aurelio Gonzalez       | Süd (über D17)       |
| 1975  | 14. Etappe | 3. Kategorie | Lucien Van Impe        | Süd (über D17)       |
| 1983  | 14. Etappe | 2. Kategorie | Lucien Van Impe        | Süd (über D17)       |
| 1985  | 15. Etappe | 2. Kategorie | Eduardo Chozas Olmo    | Ost (über D680)      |
| 2004  | 10. Etappe | 1. Kategorie | Richard Virenque       | West (über D680)     |
| 2008  | 07. Etappe | 2. Kategorie | David De La Fuente     | Ost (über D680)      |
| 2011  | 09. Etappe | 2. Kategorie | Thomas Voeckler        | Ost (über D680)      |
| 2016  | 05. Etappe | 2. Kategorie | Thomas De Gendt        | West (über D680)     |
| 2020* | 13. Etappe | 1. Kategorie | Daniel Felipe Martínez | Nord (über D37/D680) |
| 2024  | 11. Etappe | 1. Kategorie | Tadej Pogačar          | Nord (über D37/D680) |

* Bergankunft
Der Pas de Peyrol stand im Jahr 2019 auf dem  Programm des Critérium du Dauphiné, wo die Südauffahrt von Aurillac als Bergwertung der 1. Kategorie klassifiziert wurde.